# Húshagyókedd
A húshagyókedd a nagyböjt kezdetét megelőző utolsó nap a keresztény egyházi évben, azaz a hamvazószerda előtti nap. A név is a böjt kezdetére utal, azaz ezen a napon lehet utoljára húst fogyasztani. Mind Magyarországon, mind a világ számos más pontján különféle ünnepségek és népszokások kapcsolódnak e naphoz, sok helyütt karneválnak vagy fesztiváloknak ad helyet. Francia neve Mardi gras, szó szerint „kövér kedd”. Angol neve Shrove Tuesday (gyóntató kedd), inkább a böjt előtti megtisztulásra utal. 
A húshagyókedd mozgó dátumú ünnep, időpontja a húsvét időpontjától függ, a húsvéttól visszafelé számított hetedik vasárnap utáni kedd, azaz a húsvétvasárnap előtti negyvenhetedik nap. Legkorábbi lehetséges dátuma: február 3., a legkésőbbi március 9.

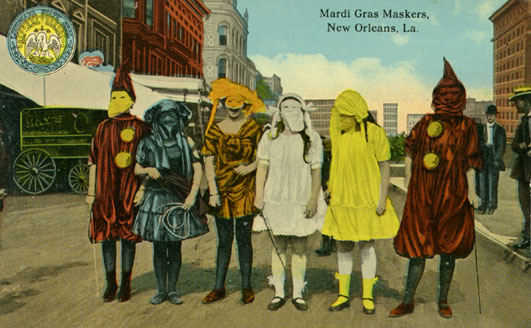
Jelmezesek New Orleansban, húshagyókedden, 1915 táján

## A húshagyókedd világszerte
A húshagyókedd a farsangi szezon utolsó napja, sok helyen ünneplik karnevállal, felvonulással. Talán a leghíresebb a New Orleans-i karnevál, amelyet Mardi Gras-felvonulásnak is neveznek. Húshagyókeddre esik a híres velencei karnevál utolsó napja is. A karnevál szó egyik etimológiája szerint a szó a latin carne levare (a hús elhagyása) kifejezésből származik, mások szerint carne vale (búcsú a hústól) adja a szó eredetét.
Nagy-Britanniában (illetve az angolszász országokban) Pancake Day-nek (Palacsinta Nap) is nevezik (a hivatalos anglikán Shrove Tuesday megnevezés mellett). A név eredete az 1400-as évekre nyúlik vissza, és azzal magyarázható, hogy a nagyböjt előtti utolsó napon a háztartásban található tojás és zsír elfogyasztásának egyik legegyszerűbb (és emellett legkellemesebb) módja a palacsinta készítése volt. A Pancake Day-en pancake race-eket (kb. palacsinta-futás) is tartanak, amelyeken a résztvevők (gyakran vicces öltözékekben) palacsintasütővel a kézben futnak versenyt, miközben a palacsintát fel-feldobva meg is kell forgatni. A leghíresebb pancake race-t a szokás szülőhelyén, a buckinghamshire-i Olney városában tartják. A futáson kívül sok más, palacsintával kapcsolatos vetélkedés is szokásos ezen a napon, pl. palacsintaevés, vagy a legfinomabb palacsitatöltelékek versenye.

## Szokások Magyarországon
Zala vármegyében több faluban, így például Reszneken, Csesztregen, Milejszegen húshagyókedden 'maskurázás' a szokás. Nappal, kora délután a gyerekek maskurának öltöznek, különféle házi készítésű jelmezeket öltenek magukra és járják a falu házait. Az őket fogadó házaktól apró ajándékokat, cukorkát, édességet, pénzt kapnak. Este a felnőttek öltöznek be, olyan módon, hogy függönydarabbal, ronggyal az arcukat eltakarják. A fogadó házaknál igyekeznek kitalálni, kit rejt a 'maskura', kérdezgetik, ugratják egymást némi alkoholfogyasztással oldva a hangulatot.
Erdélyben és Csángóföldön szokás a Dúsgazdagolás, amikor egy zenés színjátékban adják elő egy kapzsi gazdag ember kiérdemelt halálát.